# Музей цитадели Алеппо
Музей цитадели Алеппо (араб. متحف قلعة حلب‎) — археологический музей, расположенный в исторической цитадели города Алеппо, Сирия. Открыт в 1994 году в здании военных казарм цитадели Ибрагима-паши, построенных в 1834 году. Занимает площадь 754 м² в северной части цитадели. Музей является местом размещения многих археологических останков, найденных в цитадели и принадлежащих древним цивилизациям.

## История
Здание военных казарм египетского вали Ибрагима-паши было построено в 1834 году, после его успешной военной кампании в Сирии против Османской империи. В 1994 году здание было полностью отреставрировано Управлением древностей и музеев Алеппо при содействии Aga Khan Foundation. Музей был открыт 26 сентября 1994 года в присутствии министра культуры Наджаха Аттара. Прямоугольное здание (57 на 13 метров) разделено на три зала: главный выставочный зал расположен в центре здания, занимая площадь 404 м². Два других зала (по 175 м² каждый) расположены по краям здания.
В музее представлены древности, найденные во время раскопок в цитадели Алеппо. Экспонаты музея относятся к ранним сирийским цивилизациям, таким как: шумеры, аккадцы, хетты и т. д. Также имеются предметы римского и арабо-исламского периодов.
В 2021 году началась комплексная реставрация музея для устранения полученных повреждений во время битвы за Алеппо (2012—2016).